# Marshall Stone
Marshall Stone (anglès: Marshall Harvey Stone)  (Nova York, 8 d'abril de 1903 - Chennai, 9 de gener de 1989) va ser un matemàtic estatunidenc.

## Vida i Obra
Stone era fill del prestigiós jurista Harlan Fiske Stone, membre del Tribunal Suprem dels Estats Units des de 1925 i el seu president des de 1941 fins a la seva mort el 1946. Quan va néixer Stone el 1903, vivien a Nova York, on el seu pare era professor de la Universitat de Colúmbia, i sempre va mantenir una extremada admiració pel seu pare. El 1919, amb només setze anys, va ingressar a la universitat Harvard, en la qual es va graduar el 1922 i on va obtenir el doctorat el 1926, amb una tesi dirigida per George Birkhoff.
Durant uns anys va ser professor ajudant a diferents universitats successivament, Harvard, Yale, Colúmbia i Stanford, fins al 1933, en que va ser nomenat professor a Harvard, on va romandre fins al 1946, tot i que durant la Segona Guerra Mundial va fer tasques secretes de recerca militar. El 1946, recent acabada la guerra, va ser nomenat cap del departament de matemàtiques de la universitat de Chicago, càrrec que va deixar el 1952 en mans de Saunders Mac Lane, per poder continuar amb intensitat les seves tasques administratives, treballar en el restabliment de la Unió Matemàtica Internacional i servir en diverses comissions sobre l'ensenyament de les matemàtiques i de la ciència. En arribar a l'edat legal el 1968, Stone va passar a ser professor emèrit, però va acceptar una càtedra de matemàtiques a la universitat de Massachusetts a Amherst, on va donar classes durant els següents dotze anys.
El 1982 va rebre la Medalla Nacional de la Ciència de mans del president Reagan per la seva original síntesi d'anàlisi, àlgebra i topologia, un nou camp vital en la matemàtica moderna.
Va morir el 1989 a Madràs (Índia), durant un viatge a un país que estimava força.
Stone és recordat sobre tot per les seves aportacions a l'anàlisi matemàtica, entre les quals destaca el seu teorema de 1937 (teorema de Stone-Weierstrass) que s'ha convertit en un pilar de l'educació de qualsevol graduat en matemàtiques.